# Teagan Croft
Teagan Croft, född 23 april 2004 i Sydney, är en australisk skådespelare.
Croft har bland annat medverkat i TV-serierna Home and Away från 2016 och Titans (2018–2023). Hon har även medverkat i filmen True Spirit från 2023.

## Filmografi (i urval)
- 2016: Home and Away
- 2018–2023: Titans
- 2023: True Spirit